# Ванкарані (культура)
Ванкарані — археологічна культура періоду формування, яка приблизно від 1400 р. до н. е. до 600 р. н. е. існувала на високогір'ї Альтіплано в болівійському департаменті Оруро на північ і північний схід від озера Поопо. Найдавніша відома осіла культура в Болівії, оскільки приблизно після 1200 року до н. е. мисливці на верблюдових з Альтіплано стали скотарями верблюдових, і розвинувся осілий спосіб життя. Культура була мало дослідженою до 1970 року, коли Карлос Понсе Санґінес визначив усі кургани в цьому районі як такі, що належать до однієї культури, яка передувала Тіаванако та була сучасною культурі Чиріпа.

## Опис
Села Ванкарані зазвичай складалися з п'ятнадцяти-п'ятисот будинків. Протягом століть із залишків глинобитної цегли та сміття створювалися невеликі кургани, на яких будувалися нові будинки. Мертвих ховали під підлогою хатин. Будинки Ванкарані — невеликі круглі глинобитні хатини, пофарбовані в червоний колір зовні та жовтий усередині. У деяких селах проживало до 4000 мешканців, але в більшості сіл проживало менш ніж сто осіб. Ділянку поблизу села Чукінья вважають одним із найбільших сіл Ванкарані. Деякі кургани виростали до 5 метрів (16 фут) заввишки та свідчать про те, що сільське життя за цей час мало змінилося, оскільки спільнота Ванкарані не розвинулося до більших вождівств чи невеликої держави, а формувало незалежні сільські громади. Звичайне розташування сіл біля підніжжя пагорбів, відсутність сільських стін та мінімальні залишки зброї свідчать про те, що це була мирна спільнота.
Економіка Ванкарані базувалася на випасі лам та альпак, вирощуванні картоплі, кіноа та каніви. Через суворий клімат та низьку кількість опадів економіка Ванкарані залишалася на рівні натурального господарства та невеликої регіональної торгівлі. Знайдені залишки плавильних печей свідчать, що Ванкарані було відоме виплавлення міді. Ремісники також виготовляли маленькі кам'яні голови, що зображували лам та альпак. Кераміка Ванкарані була неоздоблена, що ускладнювало розуміння візуального стилю цієї культури.
Культура Ванкарані зникла зі включенням її до зростаючої та розширюваної імперії Тіуанако.

## Культури-сучасниці
На півночі Чилі та в сусідніх районах Перу та Болівії рання кераміка почала з'являтися під час культурних фаз «Фальдас-дель-Морро» та наступної «Альто-Рамірес», які приблизно сучасні культурі Ванкарані. Фазу Альто-Рамірес датують 1000 роком до н. е. — 400 роками н. е.
Фаза Альто-Рамірес, схоже, існувала одночасно з Пукара та іншими спільнотами басейну озера Тітікака андського раннього проміжного періоду, такими як Калую, Чиріпа, Пукара, Ванкарані та рання Тіуанако.